# Christopher Gorham
Christopher Gorham (Fresno, Califórnia, 14 de agosto de 1974) é um ator estadunidense.
Formou-se em artes cênicas na UCLA. Além de várias participações especiais em séries como "CSI: Crime Scene Investigation", "Without a Trace", "Boomtown" e vários episódios de "Party of Five" como Elliot, atuou nas séries "Odyssey 5", "Felicity" (2001 – 2002) e "Popular" (1999) e "Harper's Island" (2009). No cinema, fez os filmes "The Other Side of Heaven", "Dean Quixote" e "A Life Less Ordinary" ao lado dos astros Ewan McGregor, Cameron Diaz e Holly Hunter.
Também participou das séries Ugly Betty e Once Upon a Time. Atualmente, encontra-se na série Covert Affairs do canal USA Network.

## Vida pessoal
Gorham é casado com sua ex-colega Popular, Anel Lopez Gorham, com quem tem três filhos: filhos Lucas (nascido em 2001) e Ethan (nascido em 2003), e uma filha chamada Alondra Cecelia Lopes Gorham (nascida em janeiro de 2009)10.

## Filmografia

### Filmes
| Ano  | Filme                          | Personagem       | Notas                |
| ---- | ------------------------------ | ---------------- | -------------------- |
| 1997 | Spam-ku                        | Roy              |                      |
| 1997 | A Life Less Ordinary           | Walt             |                      |
| 2000 | Dean Quixote                   | Real Happy Fella |                      |
| 2001 | The Other Side of Heaven       | John Groberg     | Venceu - Camie Award |
| 2004 | Shopping for Fangs             | Extra            |                      |
| 2006 | Relative Chaos                 | Dil Gilbert      | FIlme para TV        |
| 2010 | My Girlfriend's Boyfriend      | Ethan            |                      |
| 2012 | The Ledge                      | Chris            |                      |
| 2016 | We Love You, Sally Carmichael! | Simon Hayes      | Diretor              |

### Séries
| Ano       | Série                            | Personagem       | Notas                            |
| --------- | -------------------------------- | ---------------- | -------------------------------- |
| 1997      | Spy Game                         | Daniel/Lucas     | 1 episódio                       |
| 1997-1998 | Party of Five                    | Elliot           | 4 episódios                      |
| 1998      | Buffy the Vampire Slayer         | James Stanley    | 1 episódio                       |
| 1998      | Vengeance Unlimited              | Jason Harrington | 1 episódio                       |
| 1999      | Saved by the Bell: The New Class | Mark Carlson     | 1 episódio                       |
| 1999-2001 | Popular                          | Harrison John    | 43 episódios                     |
| 2001-2002 | Felicity                         | Trevor O'Donnell | 8 episódios                      |
| 2002-2003 | Odyssey 5                        | Neil Taggart     | 19 episódios                     |
| 2003      | Boomtown                         | Gordon Sinclair  | 1 episódio                       |
| 2003      | CSI: Crime Scene Investigation   | Corey            | 1 episódio                       |
| 2003      | Without a Trace                  | Josh Abrams      | 1 episódio                       |
| 2003-2004 | Jake 2.0                         | Jake Foley       | 16 episódios                     |
| 2004-2005 | Medical Investigation            | Dr. Miles McCabe | 20 episódios                     |
| 2005-2006 | Out of Practice                  | Benjamin Barnes  | N19 episódios                    |
| 2006-2009 | Ugly Betty                       | Henry Grubstick  | 33 episódios                     |
| 2008      | The Batman                       | William Mallery  | 1 episódio                       |
| 2009      | Harper's Island                  | Henry Dunn       | 13 episódios                     |
| 2010-2012 | Covert Affairs                   | Auggie Anderson  | 34 episódios                     |
| 2013      | Once Upon a Time                 | Walsh            | 3ª temporada 12°ep               |
| 2017      | 2 Broke Girls                    | Bobby            | 6ª temporada - Elenco Recorrente |
| 2017      | The Magicians                    | John Gaines      | 2ª temporada - Elenco Recorrente |
| 2018-2019 | Insatiable                       | Bob Barnard      | Elenco Regular                   |